# Lentes de contacto de Google
Las lentes de contacto de Google son un proyecto de lentes de contacto inteligentes, anunciado por Google el 16 de enero de 2014. El objetivo del proyecto es ayudar a las personas con diabetes, midiendo constantemente el nivel de glucosa en sus lágrimas. El proyecto se está desarrollando en la división de ciencias de la vida de Google X y actualmente se encuentra en fase de pruebas con prototipos.

## Características
- Contienen un dispositivo del tamaño de una mota de purpurina que mide el nivel de glucosa en las lágrimas. Una antena inalámbrica transmite esa medida a un dispositivo externo. Está diseñada para hacer la vida más llevadera a los diabéticos, que tienen que pincharse los dedos para medir su nivel de azúcar en la sangre.

- Además de cumplir la función de visión de un lente normal, a través de las lágrimas, le harán un seguimiento a una sustancia química llamada lacriglobina que sirve como biomarcador para los cánceres de mama, colon, pulmón, próstata y ovarios.

- Las lentes de contacto podrían cambiar de graduación automáticamente en función de donde miremos.

- Puede que posean lentillas para visión nocturna; esto se podría conseguir usando láminas de pero no sabemos si este material será o no bien tolerado por los ojos y permitirían una buena salud ocular.

- Lentillas pueden que posean cámara y con zum, para el posible uso para personas invidentes o con mala visión.[3]

## Diseño
Las lentes consisten en un chip inalámbrico y un sensor de glucosa a miniatura. Un diminuto agujero en la lente permite que el líquido lagrimal se filtre en el sensor para medir los niveles de azúcar en la sangre. Ambos sensores están incrustados entre dos capas suaves del material del lente. Los componentes electrónicos se encuentran fuera de la pupila y el iris para evitar un daño a los ojos. En el interior de la lente de contacto hay una antena inalámbrica que es más delgada que un cabello humano, que funciona como controlador para enviar la información a un dispositivo inalámbrico.  La antena recolecta, lee y analiza los datos. La energía se obtiene del dispositivo al que se enviará la información con la tecnología inalámbrica RFID. Se planea agregar pequeñas luces led que se enciendan para advertir al usuario cuando los niveles de glucosa hayan pasado o se encuentre por debajo de ciertos límites establecidos. Los desafíos presentados por dicha tecnología son que las luces led contienen arsénico, el cual es un metal tóxico. El rendimiento de las lentes de contacto en ambientes con mucho viento y ojos llorosos es aún desconocido.
Los prototipos que se utilizan durante las pruebas pueden generar una lectura por segundo.

## Anuncio
El 16 de enero de 2014, Google anunció que durante los últimos 18 meses habían estado trabajando en unas lentes de contacto que podrían ayudar a la gente con diabetes, comprobando continuamente sus niveles de glucosa. La idea fue financiada inicialmente por la Fundación Nacional para la Ciencia y llevada primero a Microsoft. El producto fue creado por Brian Otis y Babak Parviz, quienes eran miembros de la facultad de ingeniería eléctrica en la universidad de Washington, antes de trabajar en los laboratorios secretos de Google, Google X. Google señaló en su anuncio oficial que los científicos habían estudiado cómo algunos fluidos corporales pueden ayudar a medir los niveles de glucosa de manera más fácil, pero como las lágrimas son difíciles de recolectar y estudiar, usarlas nunca fue considerada como una opción. Además, mencionan que el proyecto está siendo discutido con la Administración de Alimentos y Medicamentos (FDA), mientras que aún hay mucho trabajo por hacer antes de que el producto pueda ser lanzado para un uso general, lo cual se dice que ocurrirá, en el mejor de los casos, en cinco años y que están en búsqueda de socios que podrían usar la tecnología de los lentes, para desarrollar aplicaciones que harían disponibles las mediciones para los usuarios y sus respectivos médicos. Se espera que los socios utilicen esta investigación y tecnología para desarrollar avances médicos y dispositivos de visión para las futuras generaciones.

## Reacciones
El Dr. Larry Levin, endocrinólogo de la Fundación Médica de Palo Alto, comentó sobre lo notable e importante que es que Google se introduzca en el campo de la medicina y que le emociona el poder ofrecer a sus pacientes una alternativa indolora, en lugar de ser pinchados de sus dedos o utilizar un monitor continuo de glucosa. Una investigación demostró que el método de las lentes de contacto es menos doloroso y requiere de menos tiempo para los diabéticos que el método tradicional del piquete de dedo. Otros comentarios incluyen la crítica de que las lágrimas no contienen la misma cantidad de glucosa medible como la que hay en la sangre.